# Eppstein
Eppstein ist eine Stadt mit 13.008 Einwohnern (31. Dezember 2023) im südhessischen Main-Taunus-Kreis. Der Verwaltungssitz befindet sich im Stadtteil Vockenhausen.

## Geografie

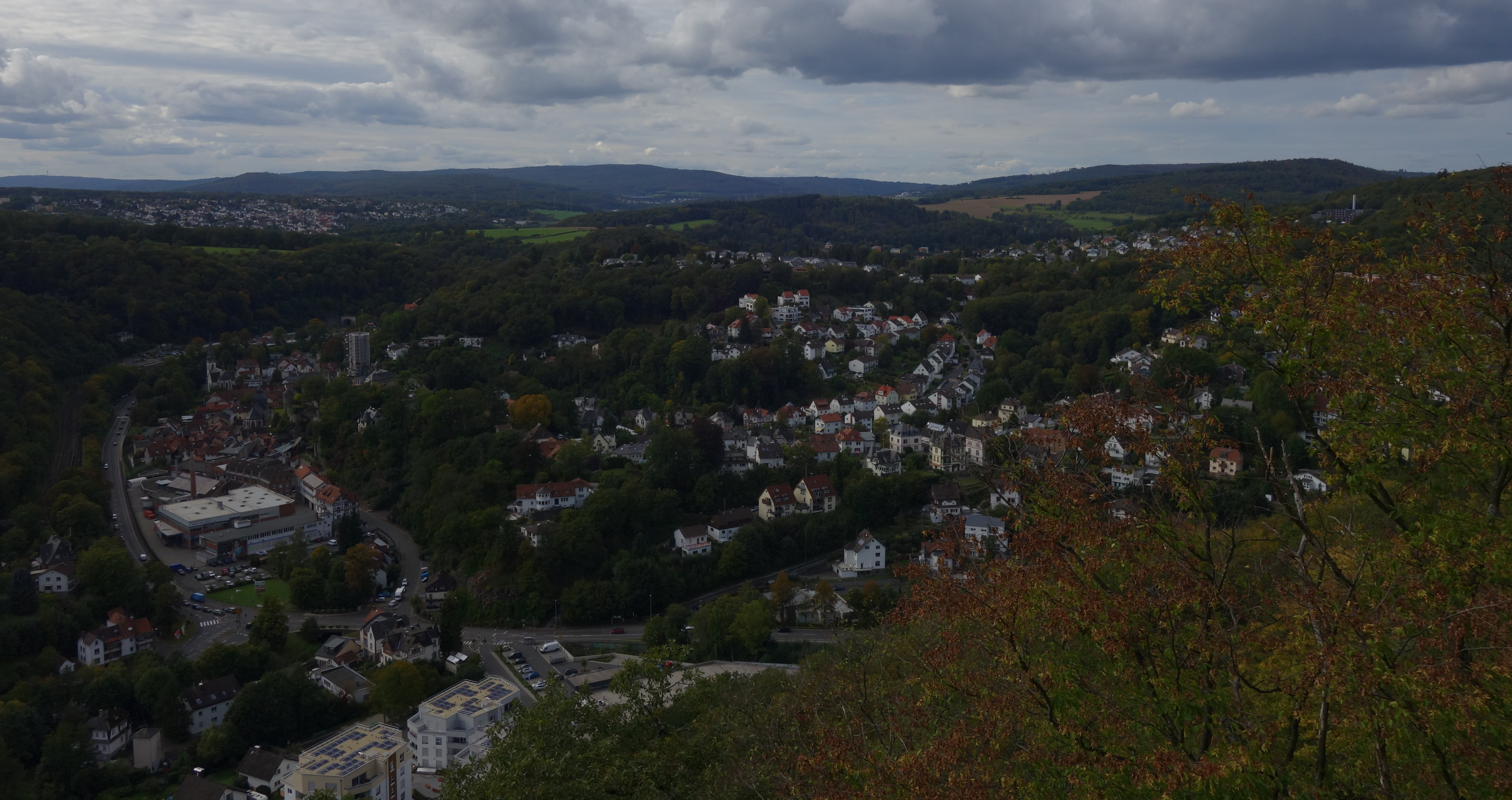
Blick vom Kaisertempel auf Eppstein und den Hammersberg (433 Meter, rechts oben) sowie dessen 309 Meter hohe Nebenkuppe (mittig) über Vockenhausen. Dahinter der Berg Hohe Kanzel (591,8 Meter), links oben Bremthal.

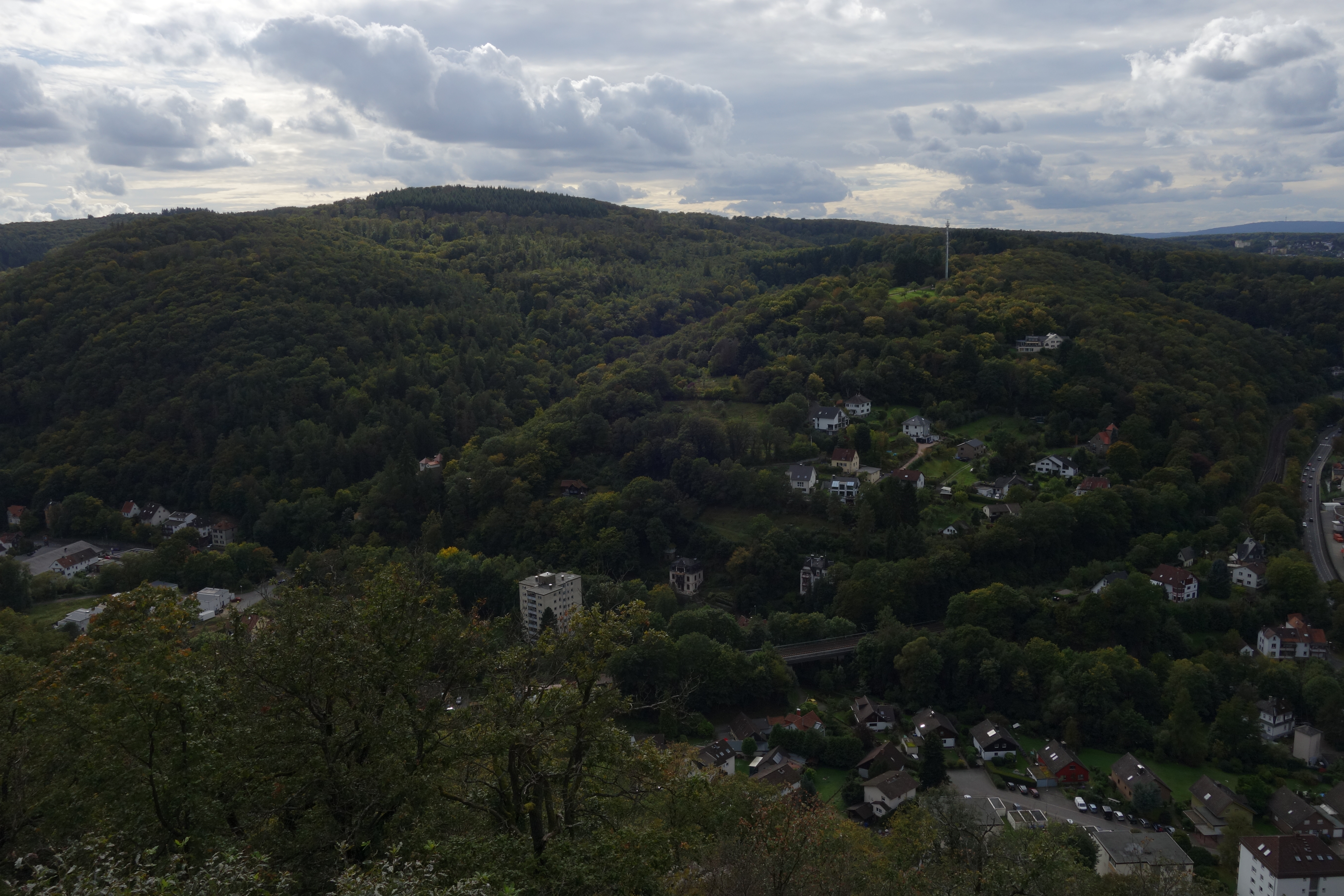
Berg Judenkopf (410 Meter) über dem südlichen Ortsrand.

### Geografische Lage
Eppstein liegt westlich von Frankfurt am Main und etwa 15 km nordöstlich der Landeshauptstadt Wiesbaden im Vordertaunus, umgeben von Bergen. Der Kernort schmiegt sich (ebenso wie der Stadtteil Vockenhausen) im Wesentlichen an die Ausläufer des Berges Rossert (515,9 m ü. NHN) im Norden, zudem an den Staufen (451 m ü. NHN) im Osten und den Judenkopf (410 m ü. NHN) im Süden. Dazwischen verläuft der Schwarzbach, der entsteht aus der Vereinigung des Daisbachs, der aus Richtung Westen heranfließt zwischen den Ortsteilen Bremthal und Niederjosbach, mit dem Dattenbach, der aus Richtung Norden erst Ehlhalten und dann Vockenhausen durchquert. Im Osten fließt der Fischbach aus Richtung des gleichnamigen Orts zu.
Bremthal liegt auf einer nordwestlichen Nebenkuppe des Judenkopfs, Niederjosbach am südlichen Fuß des Hammersbergs (433,8 m ü. NHN), der bereits Teil der Taunushauptkammlinie ist, ebenso wie die Ehlhalten umrahmenden Berge Großer Lindenkopf (499 m ü. NN) im Nordwesten und Butznickel (462,2 m ü. NHN) im Norden nebst Spitzeberg (449,9 m ü. NHN) im Nordwesten und Atzelberg (506,7 m ü. NHN) im Westen, zwischen denen der Silberbach dem Dattenbach zufließt.
Aktuelle und historische Siedlungsplätze
- Kaisertempel[3]
- Fischbachtal[4]

### Geologie
Die Region ist geprägt durch den Eppsteiner Schiefer, schwach metamorphe Gesteine wie Phyllite, Grünschiefer und Serizit-Gneise. Sie sind durch Chlorit und Epidot grünlich gefärbt. Ausgangsprodukte dieser Gesteine waren Tonsteine und Vulkanite.

### Erdbeben
Am 29. Juni 2010 ereignete sich um 2:42 Uhr ein Erdbeben in etwa fünf Kilometern Tiefe mit einer Stärke von 3,5.

### Klima
Der Jahresniederschlag beträgt 721 mm, was in etwa dem deutschlandweiten Durchschnitt entspricht. Der trockenste Monat ist der April, die meisten Niederschläge fallen im Juni. Die Niederschläge variieren nur minimal und sind extrem gleichmäßig übers Jahr verteilt. An nur 1 % der Messstationen werden niedrigere jahreszeitliche Schwankungen registriert.

### Nachbargemeinden
Eppstein grenzt im Nordwesten an den Ortsteil Oberjosbach der Gemeinde Niedernhausen (Rheingau-Taunus-Kreis), im Norden an den Ortsteil Schloßborn der Gemeinde Glashütten (Hochtaunuskreis), im Osten an die Stadtteile Eppenhain und Fischbach von Kelkheim, im Süden an die Stadtteile Lorsbach und Wildsachsen von Hofheim am Taunus, sowie im Westen an die Landeshauptstadt Wiesbaden mit den beiden Ortsbezirken Auringen und Naurod.

### Stadtgliederung

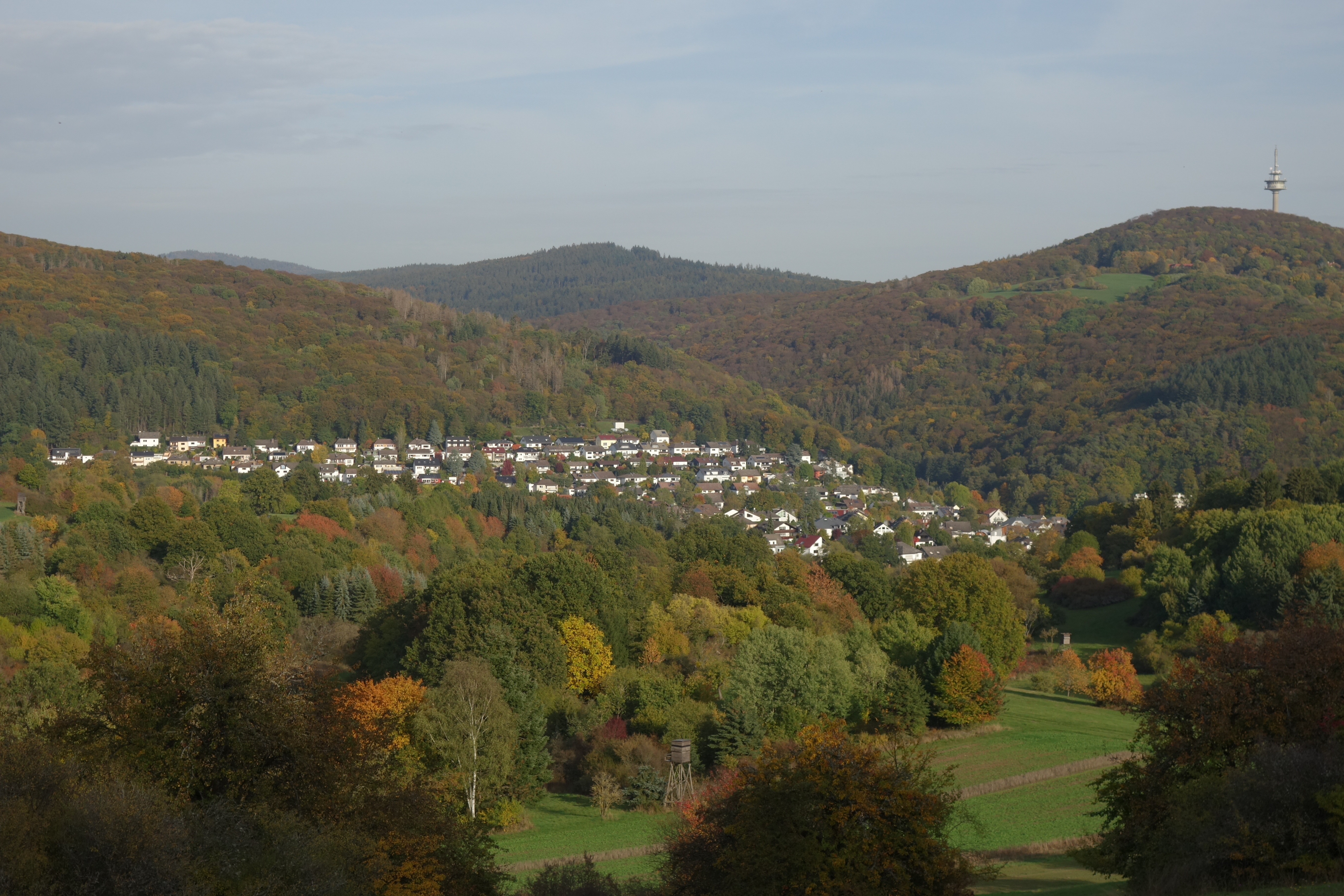
Der nordöstliche Teil Ehlhaltens schmiegt sich an den Spitzeberg (449,5 m); rechts Atzelberg (506,7 m), in der Mitte der Eichkopf bei Ruppertshain.

Die Stadt Eppstein besteht aus der Kernstadt sowie vier weiteren Stadtteilen:
| Stadtteil       | Einwohner 2021 | Einwohner 2023 |
| --------------- | -------------- | -------------- |
| Eppstein (Kern) | 2.501          | 2.520          |
| Bremthal        | 4.414          | 4.413          |
| Ehlhalten       | 1.169          | 1.181          |
| Niederjosbach   | 1.817          | 1.820          |
| Vockenhausen    | 3.780          | 3.919          |
| Gesamt          | 13.645         | 13.853         |

Für jeden der Stadtteile besteht ein Ortsbezirk mit Ortsbeirat und Ortsvorsteher. Die Grenzen der Ortsbezirke folgen den seitherigen Gemarkungsgrenzen.

## Geschichte

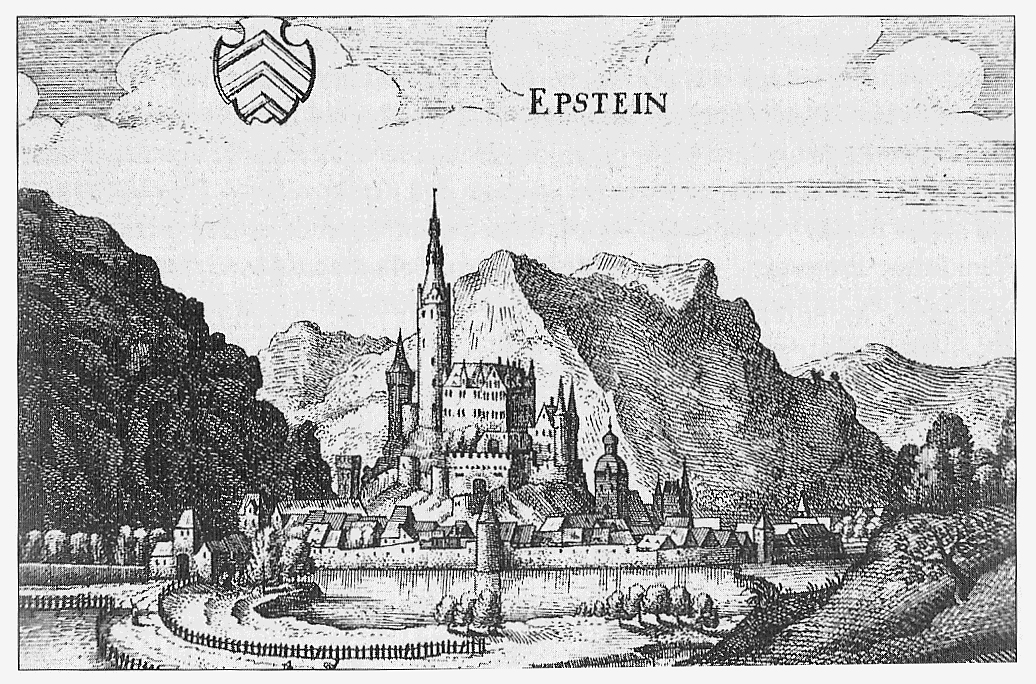
Die Burg in einem Kupferstich von Matthäus Merian

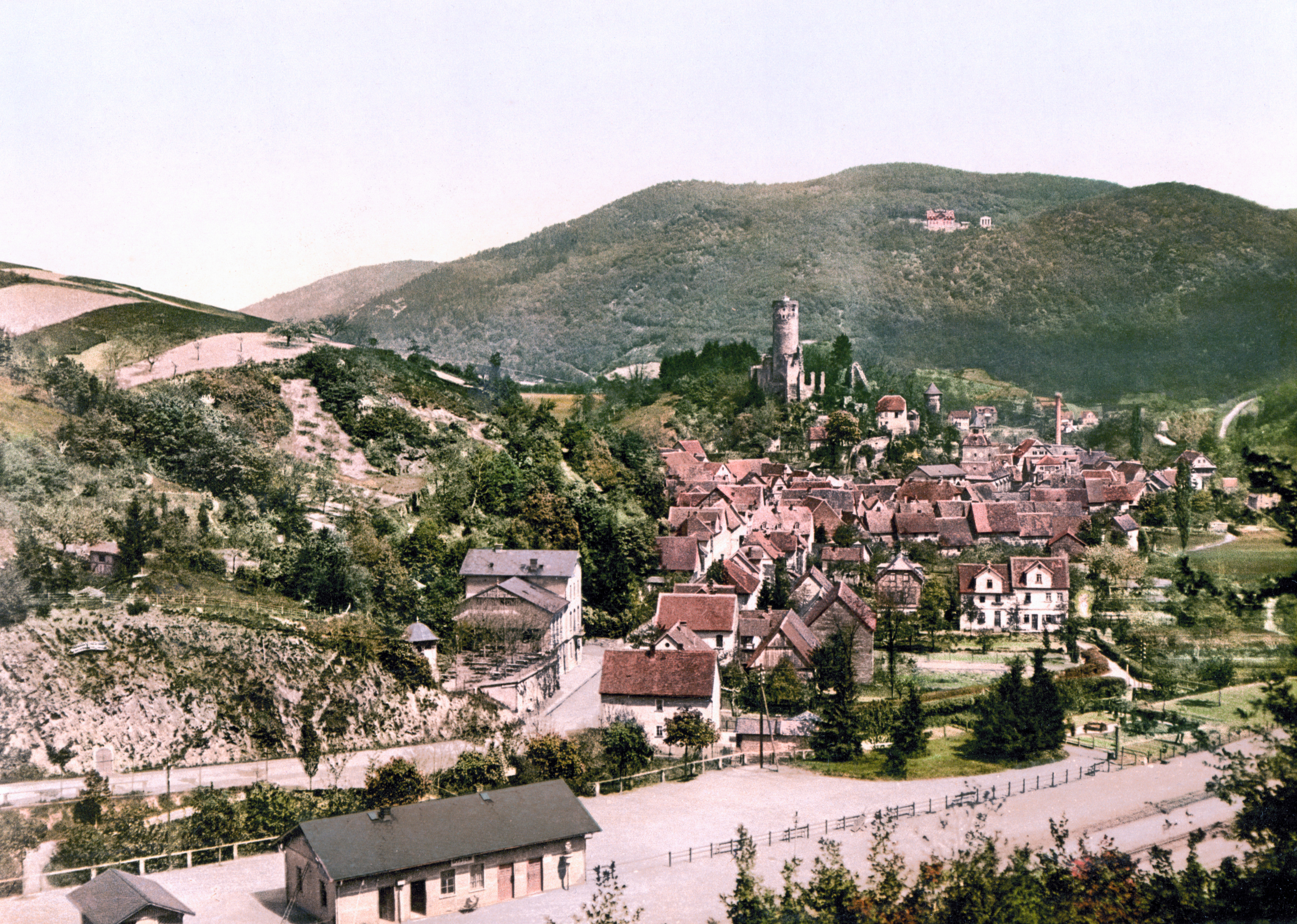
Blick auf Eppstein während der Belle Époque.

### Ortsgeschichte
Eine erste urkundliche Erwähnung der Burg Eppstein stammt aus dem Jahre 1122. Deren Besitzer, die Herren von Eppstein, waren es auch, die den Ort begründeten (Ersterwähnung 1299). Nur knapp 20 Jahre später wurden Alt-Eppstein bereits die Stadtrechte zugesprochen. Die eine Hälfte von Eppstein wurde schon 1492 an den hessischen Landgrafen verkauft, die andere Hälfte mit den Orten Bremthal, Ehlhalten, Niederjosbach und Vockenhausen fiel mit dem Aussterben der Linie der Eppsteiner 1535 erst an die Grafen zu Stolberg und schließlich 1581 an Kurmainz. Die hessische Hälfte gelangte durch Erbteilung 1567 an die Linie Hessen-Marburg und nach deren Aussterben im Jahr 1604 an die Landgrafschaft Hessen-Darmstadt. Diese Spaltung in zwei unterschiedliche Herrschaftsbereiche blieb einige Jahrhunderte lang bestehen bis zum Jahr 1803, als durch den Reichsdeputationshauptschluss alle geistlichen Staaten in Deutschland aufgelöst wurden. Von nun an konnten sich die heutigen Eppsteiner Stadtteile wieder in gleicher Weise entwickeln. Sie gelangten zunächst an die Grafschaft Nassau-Usingen, die 1806 zum Herzogtum Nassau erhoben wurde, und dann 1866 an das Königreich Preußen. Nach dem Ende des Zweiten Weltkrieges 1945 wurden sie Bestandteil des Landes Hessen innerhalb der Bundesrepublik Deutschland.
Im Januar 1951 wurde der Gemeinde Eppstein durch das Hessische Staatsministerium das Recht zur Führung der Bezeichnung „Stadt“ verliehen.

### Eingemeindungen
Im Zuge der Gebietsreform in Hessen schloss sich die Stadt Eppstein am 1. Januar 1977 mit den bis dahin selbstständigen Gemeinden Bremthal, Ehlhalten und Vockenhausen zur neuen Stadt Eppstein zusammen. Niederjosbach war schon 1971 zu Bremthal eingemeindet worden und wurde dadurch am 1. Januar 1977 auch ein Ortsteil von Eppstein. Für alle nach Eppstein eingegliederten Gemeinden sowie für die Kernstadt wurden Ortsbezirke gebildet.

### Verwaltungsgeschichte im Überblick
Die folgende Liste zeigt die Staaten und Verwaltungseinheiten, denen Niederjosbach angehört(e):
- vor 1507:  Heiliges Römisches Reich, Herrschaft Eppstein-Münzenberg, Kellerei Eppstein
- ab 1507: Heiliges Römisches Reich, Herrschaft Eppstein-Königstein, Oberamt Königstein
- ab 1581: Heiliges Römisches Reich,  Kurfürstentum Mainz, Oberamt Höchst und Königstein, Amtsvogtei Königstein
- ab 1803: Heiliges Römisches Reich, Fürstentum Nassau-Usingen,[Anm. 2] Amt Königstein
- ab 1806: Herzogtum Nassau,[Anm. 3] Amt Eppstein[Anm. 4]
- ab 1816: Herzogtum Nassau, Amt Konigstein
- ab 1849: Herzogtum Nassau, Kreisamt Höchst
- ab 1854: Herzogtum Nassau, Amt Königstein
- ab 1867: Königreich Preußen,[Anm. 5] Provinz Hessen-Nassau, Regierungsbezirk Wiesbaden, Obertaunuskreis[Anm. 6]
- ab 1871: Deutsches Reich, Königreich Preußen, Provinz Hessen-Nassau, Regierungsbezirk Wiesbaden, Obertaunuskreis
- ab 1886: Deutsches Reich, Königreich Preußen, Provinz Hessen-Nassau, Regierungsbezirk Wiesbaden, Obertaunuskreis
- ab 1918: Deutsches Reich (Weimarer Republik), Freistaat Preußen, Provinz Hessen-Nassau, Regierungsbezirk Wiesbaden, Obertaunuskreis
  - 1919–1930: Hilfskreis Königstein in der französischen Besatzungszone
- ab 1928: Deutsches Reich, Freistaat Preußen, Provinz Hessen-Nassau, Regierungsbezirk Wiesbaden, Main-Taunus-Kreis
- ab 1944: Deutsches Reich, Freistaat Preußen, Provinz Nassau, Main-Taunus-Kreis
- ab 1945: Amerikanische Besatzungszone,[Anm. 7] Groß-Hessen, Regierungsbezirk Wiesbaden, Main-Taunus-Kreis
- ab 1946: Amerikanische Besatzungszone, Hessen, Regierungsbezirk Wiesbaden, Main-Taunus-Kreis
- ab 1949: Bundesrepublik Deutschland, Hessen, Main-Taunus-Kreis
- ab 1968: Bundesrepublik Deutschland, Hessen, Regierungsbezirk Darmstadt, Main-Taunus-Kreis

## Bevölkerung

### Einwohnerstruktur 2011/2022
Nach den Erhebungen des Zensus 2011/Zensus 2022 lebten am Stichtag, dem 9. Mai 2011 / 15. Mai 2022, in Eppstein 13.297/13.314 Einwohner. Nach dem Lebensalter waren 2417/2571 Einwohner unter 18 Jahren, 5525/4698 zwischen 18 und 49, 2881/3173 zwischen 50 und 64 und 2539/2877 Einwohner waren älter./ Unter den Einwohnern waren 1233/2051 (9,2 % / 14,4 %) Ausländer, von denen 566/738 aus dem EU-Ausland, 389/630 aus anderen europäischen Ländern und 279/680 aus anderen Staaten kamen./ Von den deutschen Einwohnern hatten (10,3 % / ? %) einen Migrationshintergrund. Die Einwohner lebten in 5766/3693 Haushalten. Davon waren 1646/? Singlehaushalte, 1859/1629 Paare ohne Kinder und 1720/1650 Paare mit Kindern, sowie 456/414 Alleinerziehende und 85/? Wohngemeinschaften./ In 1170/628 Haushalten lebten ausschließlich Senioren und in 4000/2523 Haushaltungen lebten keine Senioren./

### Einwohnerentwicklung
| Quelle: Historisches Ortslexikon |                                      |
| • 1492:                          | 30 Häuser                            |
| • 1530:                          | 40 Männer                            |
| • 1543:                          | 34 Hausgesesse                       |
| • 1592:                          | 43 Bürger                            |
| • 1630:                          | 30 Hausgesesse                       |
| • 1668:                          | 118 Einwohner                        |
| • 1805:                          | 117 Gemeindemitglieder und 28 Witwen |

| Eppstein: Einwohnerzahlen von 1668 bis 2022 | Eppstein: Einwohnerzahlen von 1668 bis 2022 | Eppstein: Einwohnerzahlen von 1668 bis 2022 | Eppstein: Einwohnerzahlen von 1668 bis 2022 | Eppstein: Einwohnerzahlen von 1668 bis 2022 |
| --- | ------------------------------------------- | ------------------------------------------- | ------------------------------------------- | ------------------------------------------- |
| Jahr |                                             |                                             |                                             | Einwohner                                   |
| 1668 | 1668                                        |                                             | 118                                         | 118                                         |
| 1693 | 1693                                        |                                             | 170                                         | 170                                         |
| 1700 | 1700                                        |                                             | 179                                         | 179                                         |
| 1725 | 1725                                        |                                             | 204                                         | 204                                         |
| 1750 | 1750                                        |                                             | 446                                         | 446                                         |
| 1780 | 1780                                        |                                             | 612                                         | 612                                         |
| 1800 | 1800                                        |                                             | ?                                           | ?                                           |
| 1834 | 1834                                        |                                             | 688                                         | 688                                         |
| 1840 | 1840                                        |                                             | 746                                         | 746                                         |
| 1846 | 1846                                        |                                             | 794                                         | 794                                         |
| 1852 | 1852                                        |                                             | 800                                         | 800                                         |
| 1858 | 1858                                        |                                             | 803                                         | 803                                         |
| 1864 | 1864                                        |                                             | 813                                         | 813                                         |
| 1871 | 1871                                        |                                             | 684                                         | 684                                         |
| 1875 | 1875                                        |                                             | 916                                         | 916                                         |
| 1885 | 1885                                        |                                             | 718                                         | 718                                         |
| 1895 | 1895                                        |                                             | 903                                         | 903                                         |
| 1905 | 1905                                        |                                             | 1.121                                       | 1.121                                       |
| 1910 | 1910                                        |                                             | 1.213                                       | 1.213                                       |
| 1925 | 1925                                        |                                             | 1.407                                       | 1.407                                       |
| 1939 | 1939                                        |                                             | 1.386                                       | 1.386                                       |
| 1946 | 1946                                        |                                             | 1.944                                       | 1.944                                       |
| 1950 | 1950                                        |                                             | 2.085                                       | 2.085                                       |
| 1956 | 1956                                        |                                             | 1.990                                       | 1.990                                       |
| 1961 | 1961                                        |                                             | 1.986                                       | 1.986                                       |
| 1967 | 1967                                        |                                             | 2.214                                       | 2.214                                       |
| 1970 | 1970                                        |                                             | 2.251                                       | 2.251                                       |
| 1973 | 1973                                        |                                             | 8.566                                       | 8.566                                       |
| 1975 | 1975                                        |                                             | 9.452                                       | 9.452                                       |
| 1980 | 1980                                        |                                             | 11.929                                      | 11.929                                      |
| 1985 | 1985                                        |                                             | 12.080                                      | 12.080                                      |
| 1990 | 1990                                        |                                             | 12.334                                      | 12.334                                      |
| 1995 | 1995                                        |                                             | 12.848                                      | 12.848                                      |
| 2000 | 2000                                        |                                             | 13.618                                      | 13.618                                      |
| 2005 | 2005                                        |                                             | 13.364                                      | 13.364                                      |
| 2010 | 2010                                        |                                             | 13.283                                      | 13.283                                      |
| 2011 | 2011                                        |                                             | 13.297                                      | 13.297                                      |
| 2015 | 2015                                        |                                             | 13.626                                      | 13.626                                      |
| 2020 | 2020                                        |                                             | 13.620                                      | 13.620                                      |
| 2022 | 2022                                        |                                             | 13.314                                      | 13.314                                      |
| Datenquelle: Historisches Gemeindeverzeichnis für Hessen: Die Bevölkerung der Gemeinden 1834 bis 1967. Wiesbaden: Hessisches Statistisches Landesamt, 1968. Weitere Quellen: LAGIS; Hessisches Statistisches Informationssystem; Zensus 2011; Zensus 2022 Nach 1970 einschließlich der im Zuge der Gebietsreform in Hessen eingegliederten Orte. |                                             |                                             |                                             |                                             |

### Historische Religionszugehörigkeit
| • 1885: | 131 evangelische (= 50,28 %), 258 katholische (= 49,58 %), ein anderer christlicher (= 0,14 %) Einwohner |
| • 1961: | 1046 evangelische (= 52,67 %), 863 katholische (= 43,45 %) Einwohner                                     |
| • 1987: | 4078 evangelische (= 34,0 %), 5495 katholische (= 45,8 %), 2426 sonstige (= 2,2 %) Einwohner             |
| • 2011: | 4010 evangelische (= 20,2 %), 4540 katholische (= 34,1 %), 4750 sonstige (=35,7 %) Einwohner             |
| • 2022: | 2820 evangelische (= 21,2 %), 3400 katholische (= 25,5 %), 7095 sonstige (= 53,3 %) Einwohner            |

## Politik

### Stadtverordnetenversammlung
Die Kommunalwahl am 12. März 2021 lieferte folgendes Ergebnis, in Vergleich gesetzt zu früheren Kommunalwahlen:
| Sitzverteilung in der Stadtverordnetenversammlung 2021Insgesamt 37 Sitze - SPD: 5 - Grüne: 7 - FDP: 3 - FWG: 6 - CDU: 16 | Parteien und Wählergemeinschaften | Parteien und Wählergemeinschaften           | 2021  | 2021  | 2016  | 2016  | 2011  | 2011  | 2006  | 2006  | 2001  | 2001  |
| Sitzverteilung in der Stadtverordnetenversammlung 2021Insgesamt 37 Sitze - SPD: 5 - Grüne: 7 - FDP: 3 - FWG: 6 - CDU: 16 | Parteien und Wählergemeinschaften | Parteien und Wählergemeinschaften           | %     | Sitze | %     | Sitze | %     | Sitze | %     | Sitze | %     | Sitze |
| Sitzverteilung in der Stadtverordnetenversammlung 2021Insgesamt 37 Sitze - SPD: 5 - Grüne: 7 - FDP: 3 - FWG: 6 - CDU: 16 | CDU                               | Christlich Demokratische Union Deutschlands | 42,5  | 16    | 42,1  | 16    | 41,4  | 15    | 48,1  | 18    | 45,7  | 17    |
| Sitzverteilung in der Stadtverordnetenversammlung 2021Insgesamt 37 Sitze - SPD: 5 - Grüne: 7 - FDP: 3 - FWG: 6 - CDU: 16 | Grüne                             | Bündnis 90/Die Grünen                       | 19,5  | 7     | 12,4  | 4     | 21,3  | 8     | 9,7   | 4     | 9,8   | 4     |
| Sitzverteilung in der Stadtverordnetenversammlung 2021Insgesamt 37 Sitze - SPD: 5 - Grüne: 7 - FDP: 3 - FWG: 6 - CDU: 16 | FWG                               | Freie Wählergemeinschaft Eppstein e. V.     | 16,4  | 6     | 16,9  | 6     | 9,2   | 4     | 11,0  | 4     | 10,0  | 4     |
| Sitzverteilung in der Stadtverordnetenversammlung 2021Insgesamt 37 Sitze - SPD: 5 - Grüne: 7 - FDP: 3 - FWG: 6 - CDU: 16 | SPD                               | Sozialdemokratische Partei Deutschlands     | 13,4  | 5     | 18,0  | 7     | 22,3  | 8     | 22,6  | 8     | 28,1  | 10    |
| Sitzverteilung in der Stadtverordnetenversammlung 2021Insgesamt 37 Sitze - SPD: 5 - Grüne: 7 - FDP: 3 - FWG: 6 - CDU: 16 | FDP                               | Freie Demokratische Partei                  | 8,3   | 3     | 10,6  | 4     | 5,9   | 2     | 8,6   | 3     | 6,3   | 2     |
| Sitzverteilung in der Stadtverordnetenversammlung 2021Insgesamt 37 Sitze - SPD: 5 - Grüne: 7 - FDP: 3 - FWG: 6 - CDU: 16 | Gesamt                            | Gesamt                                      | 100,0 | 37    | 100,0 | 37    | 100,0 | 37    | 100,0 | 37    | 100,0 | 37    |
| Sitzverteilung in der Stadtverordnetenversammlung 2021Insgesamt 37 Sitze - SPD: 5 - Grüne: 7 - FDP: 3 - FWG: 6 - CDU: 16 | Wahlbeteiligung in %              | Wahlbeteiligung in %                        | 58,4  | 58,4  | 54,3  | 54,3  | 52,2  | 52,2  | 48,2  | 48,2  | 52,2  | 52,2  |

### Bürgermeister
Nach der hessischen Kommunalverfassung wird der Bürgermeister für eine sechsjährige Amtszeit gewählt, seit dem Jahr 1993 in einer Direktwahl, und ist Vorsitzender des Magistrats, dem in der Stadt Eppstein neben dem Bürgermeister hauptamtlich ein Erster Stadtrat und ehrenamtlich zehn weitere Stadträte angehören. Bürgermeister ist seit dem 14. November 2013 Alexander Simon (CDU), der bis dahin als Erster Stadtrat dem Magistrat angehörte. Der Amtsvorgänger Peter Reus hatte seine erste Amtszeit am 31. März 2013 aus gesundheitlichen Gründen mit Erreichen der Altersgrenze vorzeitig beendet und war in den Ruhestand getreten. Im Anschluss leitete Erster Stadtrat Alexander Simon (CDU) die Stadtverwaltung kommissarisch und die Wahl eines neuen Bürgermeisters musste vorgezogen werden, zu der er selbst auch kandidierte. Alexander Simon erhielt am 22. September 2013 im ersten Wahlgang bei 77,1 Prozent Wahlbeteiligung 55,1 Prozent der Stimmen. Es folgten zwei Wiederwahlen, zuletzt ohne Gegenkandidaten im Mai 2025. Simon erhielt 75,6 % Ja-Stimmen bei 38,7 % Wahlbeteiligung.
Amtszeiten der Bürgermeister
- 2013–2031 Alexander Simon (CDU)[34]
- 2009–2013 Peter Reus[37]
- 2000–2009 Ralf Wolter (CDU)
- 1968–2000 Richard Hofmann (CDU)

### Ortsbeiräte
Stadt Eppstein
Für die Stadtteile Eppstein, Bremthal, Ehlhalten, Niederjosbach und Vockenhausen besteht je ein Ortsbezirk mit Ortsbeirat und Ortsvorsteher, nach Maßgabe der §§ 81 und 82 HGO und des Kommunalwahlgesetzes in der jeweils gültigen Fassung. Die Gebiete der Ortsbezirke entsprechen den Gemarkungen der ehemaligen Gemeinden.
Die Ortsbeiräte bestehen aus jeweils neun Mitgliedern. Die Ortsbeiräte werden im Rahmen der Kommunalwahlen gewählt. Der Ortsbeirat wählt eines seiner Mitglieder zum Ortsvorsteher bzw. zur Ortsvorsteherin. Für die Wahlergebnisse siehe die entsprechenden Ortsteile.
Kernstadt Eppstein
Der Ortsbeirat besteht aus neun Mitgliedern. Bei den Kommunalwahlen in Hessen 2021 betrug die Wahlbeteiligung zum Ortsbeirat 50,70 %. Dabei wurden gewählt: drei Mitglieder der CDU, je zwei Mitglieder des Bündnis 90/Die Grünen und der „Freien Wählergemeinschaft Eppstein“ (FWG), sowie je ein Mitglied der SPD und der FDP. Der Ortsbeirat wählte Florian Albers (FWG) zum Ortsvorsteher.

### Wappen

Altes design.

Banner Eppstein

| Wappen von Eppstein | Blasonierung: „Gespalten, vorne in Blau ein von Silber und Rot siebenmal geteilter, rotgezungter und goldenbewehrter Löwe nach links, hinten in Silber drei rote Sparren.“ |
| Wappen von Eppstein | Das am 2. Juni 1953 amtlich verliehene Wappen ist nachweislich seit dem 16. Jahrhundert von dem Ort geführt worden.                                                        |

### Flagge
Die Flagge wurde am 13. April 1955 durch das Hessische Innenministerium genehmigt.
Flaggenbeschreibung: „Im weißen, von 2 roten Streifen eingefaßten Feld steht das Eppsteiner Stadtwappen, das im gespaltenen Schild vorne in Blau den linksgekehrten rot-weiß-gestreiften steigenden Löwen und hinten im silbernen Feld 3 rote Sparren zeigt.“

### Städtepartnerschaften
Partnerstädte sind: Langeais in Frankreich (seit 1986), Kenilworth in England (seit 1994), sowie Aizkraukle in Lettland (seit 1998). Mit Schwarza in Thüringen ist Eppstein seit 1989 befreundet. Die Städtepartnerschaften werden von dem Verein Europart Eppstein e. V. betreut.

## Kultur und Sehenswürdigkeiten
Von 1979 bis 2003 gab es in Eppstein das Raule Automobilmuseum.

### Vereine
- Die TSG Eppstein ist der größte Verein im Stadtgebiet. Dort wird besonders Handball intensiv betrieben. Daneben gibt es die Abteilungen Leichtathletik, Rasenkraftsport, Boule, Tischtennis, Triathlon sowie Turnen und Fitness.
- Die Eppsteiner Schachvereinigung spielte 2000–2013 in der höchsten hessischen Spielklasse, der Hessenliga, und belegte dort in der Saison 2003/04 und 2008/09 jeweils den 2. Platz.
- In Bremthal gibt es mehrere Vereine, beispielsweise den Gesangverein Germania, den Gesangverein Liederkranz, den Verein der Kleintierzüchter, den Förderverein der Freiwilligen Feuerwehr und den Schützenverein SV Bremthal/Niederjosbach 1973 e. V.
- Im Mai 2010 wurde in Eppstein ein Lions Club gegründet.
- Weitere Vereine, die sich für soziale Zwecke einsetzen, sind Miteinander/Füreinander und die Bürgerstiftung.
- Eine Ortsvereinigung des Deutschen Roten Kreuzes hat ihr Domizil in der Vockenhäuser Hauptstraße. Das DRK unterhält in der Burgstraße einen Second-Hand-Laden.
- Im kulturellen Bereich sind Vereine wie der Kulturkreis, die Burgschauspieler und die Musikschule Eppstein-Rossert aktiv.

### Regelmäßige Veranstaltungen
Seit 1986 richtet die TSG Eppstein immer im Juni oder Juli den „Eppsteiner Burglauf“ aus. Dieser führt über eine Altdeutsche Meile (7,7 km) vom Sportplatz „Am Bienroth“ um die Burg herum durch die Altstadt und wieder hinauf zum Sportplatz. Die Läufer müssen dabei mehrere hundert Höhenmeter überwinden.
Von 2002 bis 2014 fand im Sommer ein Mountain-Bike-Marathonrennen (Taunus-Trails bzw. EppsteinTrails) für jedermann statt.
Alle drei Jahre organisiert ein Arbeitskreis des Kulturkreises Eppstein ein Holzbildhauersymposium. Das vierte Symposium findet im Mai 2009 statt. Acht bis neun ausgewählte Künstler arbeiten dann eine Woche lang an Kunstwerken, aufmerksam und interessiert beobachtet von Besuchern. Das Ganze findet an der Grünanlage zwischen Eppstein und Niederjosbach statt.
Die Foto-Gruppe Eppstein, ein Treff innerhalb des Kulturkreises Eppstein, richtet alle zwei Jahre die Eppsteiner Fototage aus.
Auf der Burg gibt es regelmäßige Veranstaltungen, zum Beispiel im Sommer die Burgfestspiele. Im Innenhof der Burg präsentieren dabei Schauspielgruppen Freilufttheater mit Werken bekannter Klassiker, aber auch Neuinszenierungen.
Stets am dritten Advent (Samstag und Sonntag) findet in der Altstadt, zu Füßen der Burg, der traditionelle Eppsteiner Weihnachtsmarkt statt.

### Film
Der Fernsehfilm Klassentreffen (2004) wurde unter anderem in Eppstein gedreht.

### Bauwerke

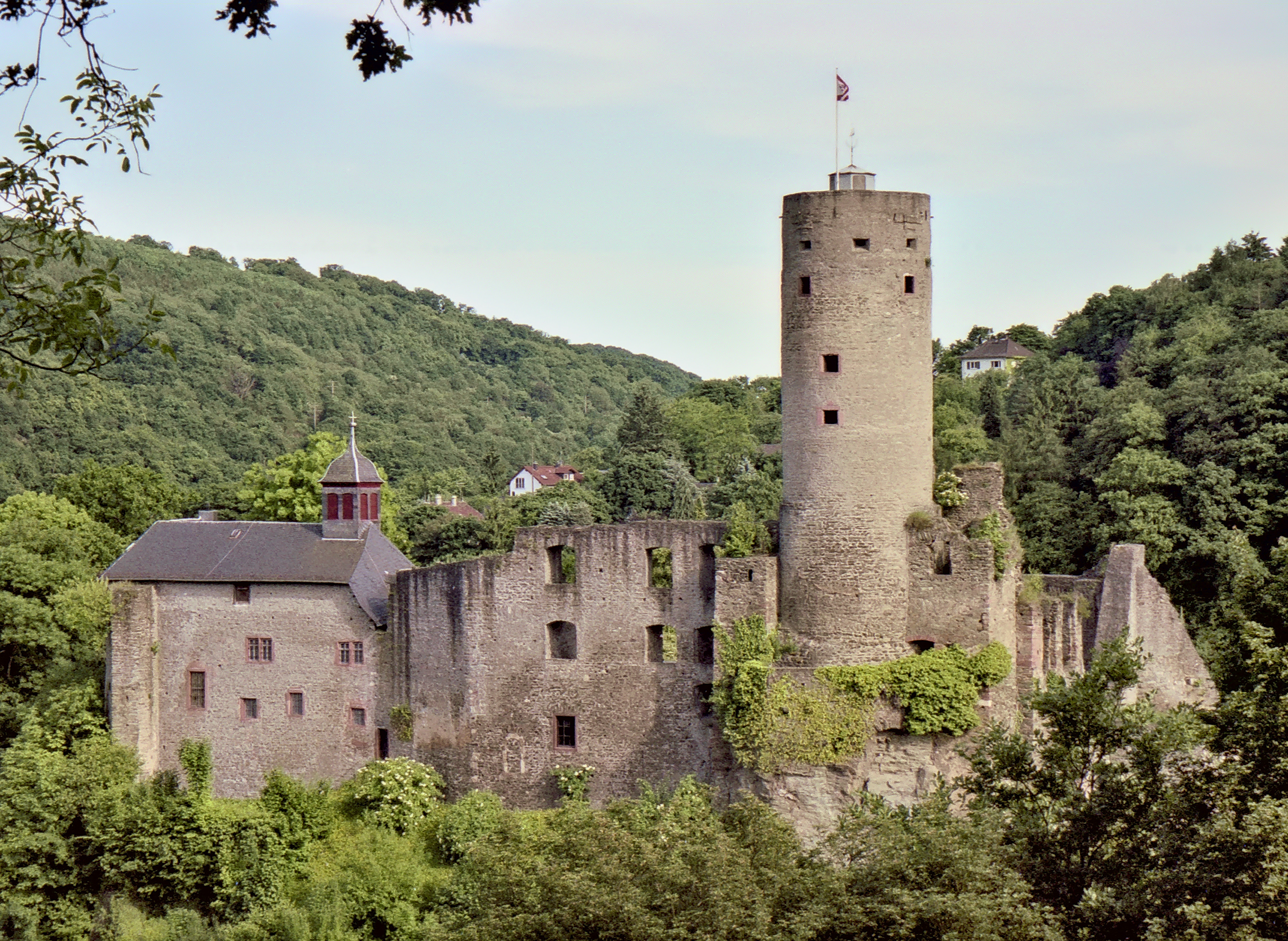
Burg Eppstein im Zentrum der Altstadt

- Die Ruine der Burg Eppstein prägt den Altstadtkern Eppsteins.
- Vom 1894 errichteten Kaisertempel aus hat man einen lohnenden Blick über Eppstein bis hinauf nach Bremthal.
- Zu Füßen der Burg inmitten der historischen Altstadt liegt die Talkirche. Sie beherbergt heute die evangelische Gemeinde der Stadtteile Alt-Eppstein und Vockenhausen.
- Das hundertjährige Bahnhofsgebäude im Jugendstil wurde komplett renoviert und wird seither von der Stadt als Bürgerbüro genutzt. Es beherbergt außerdem ein Restaurant.
- Hinter dem Bahnhofsgebäude befindet sich der Neufville-Turm. Von dort hat man einen schönen Blick auf die Burganlage.

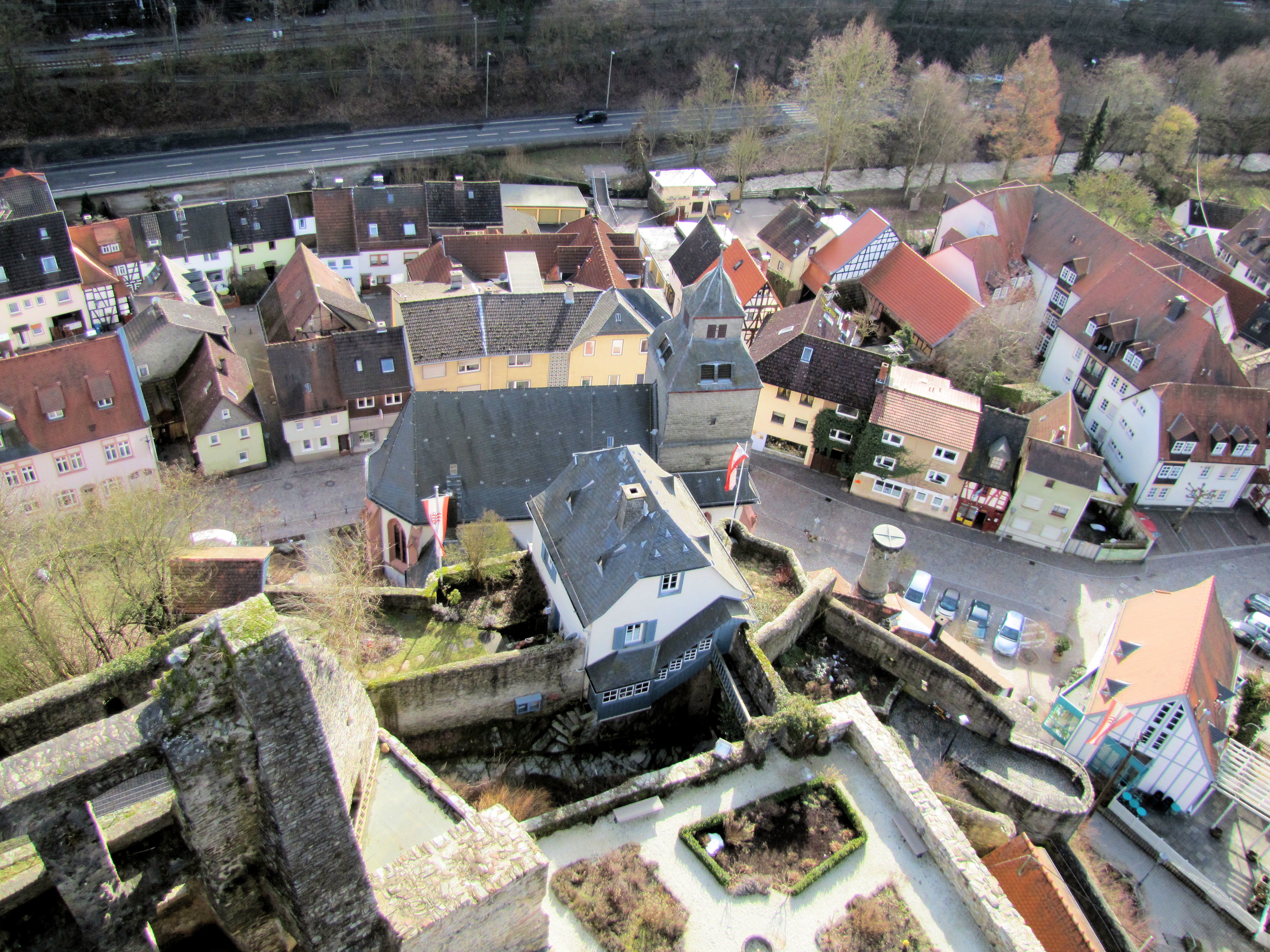
Talkirche am Fuß der Burg
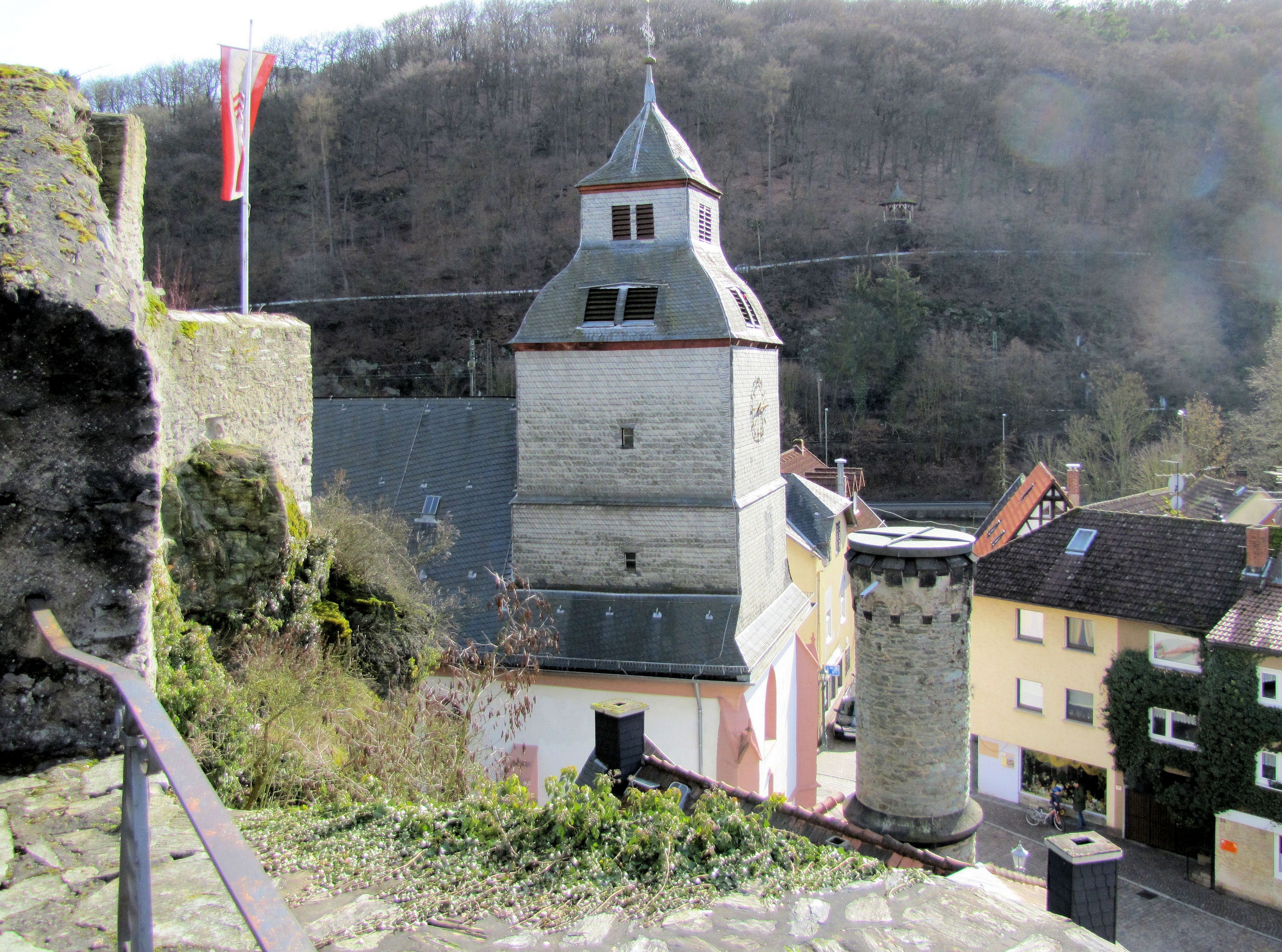
Talkirche
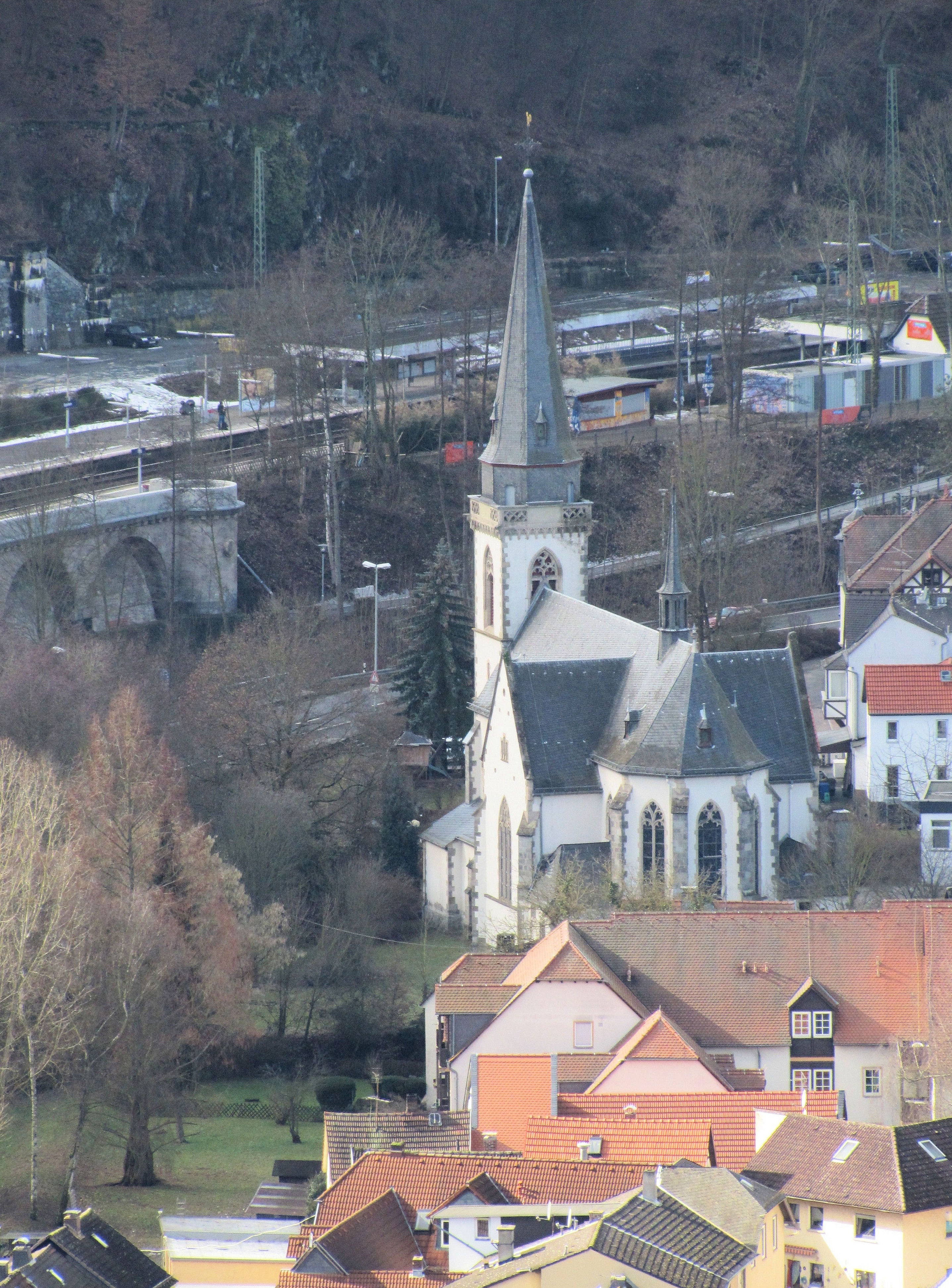
St. Laurentius
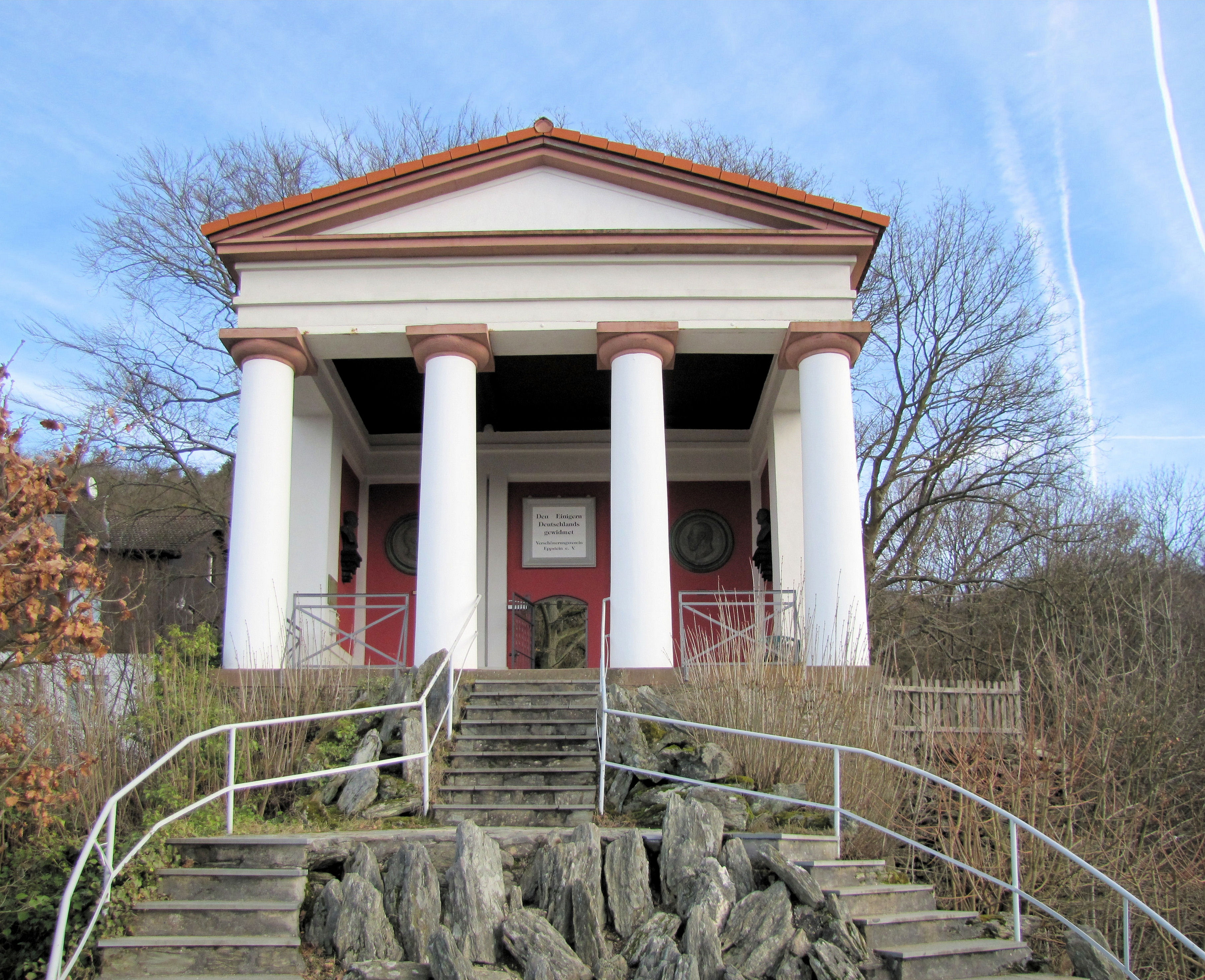
Kaisertempel
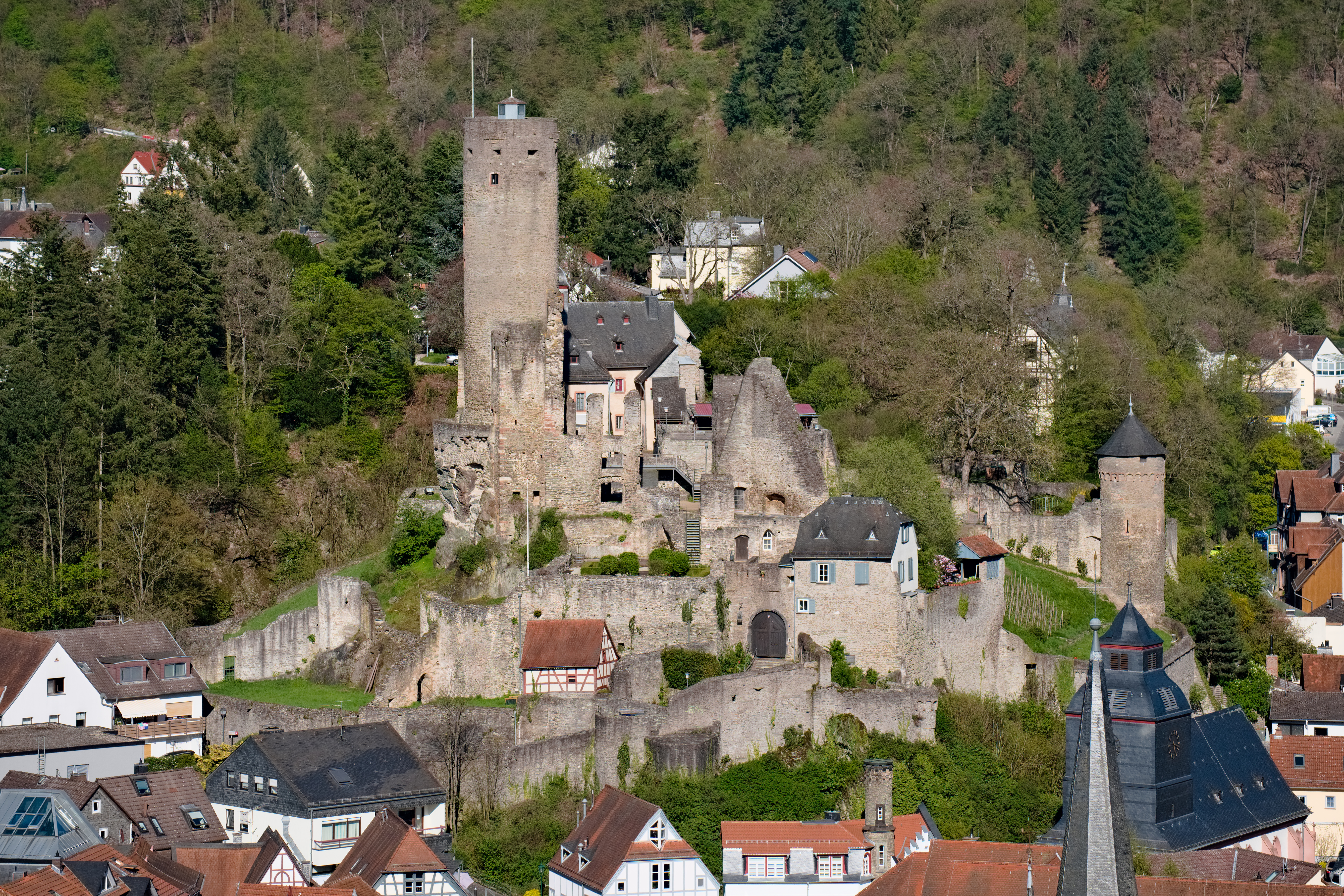
Burganlage Eppstein vom Bergpark Villa Anna aus gesehen.
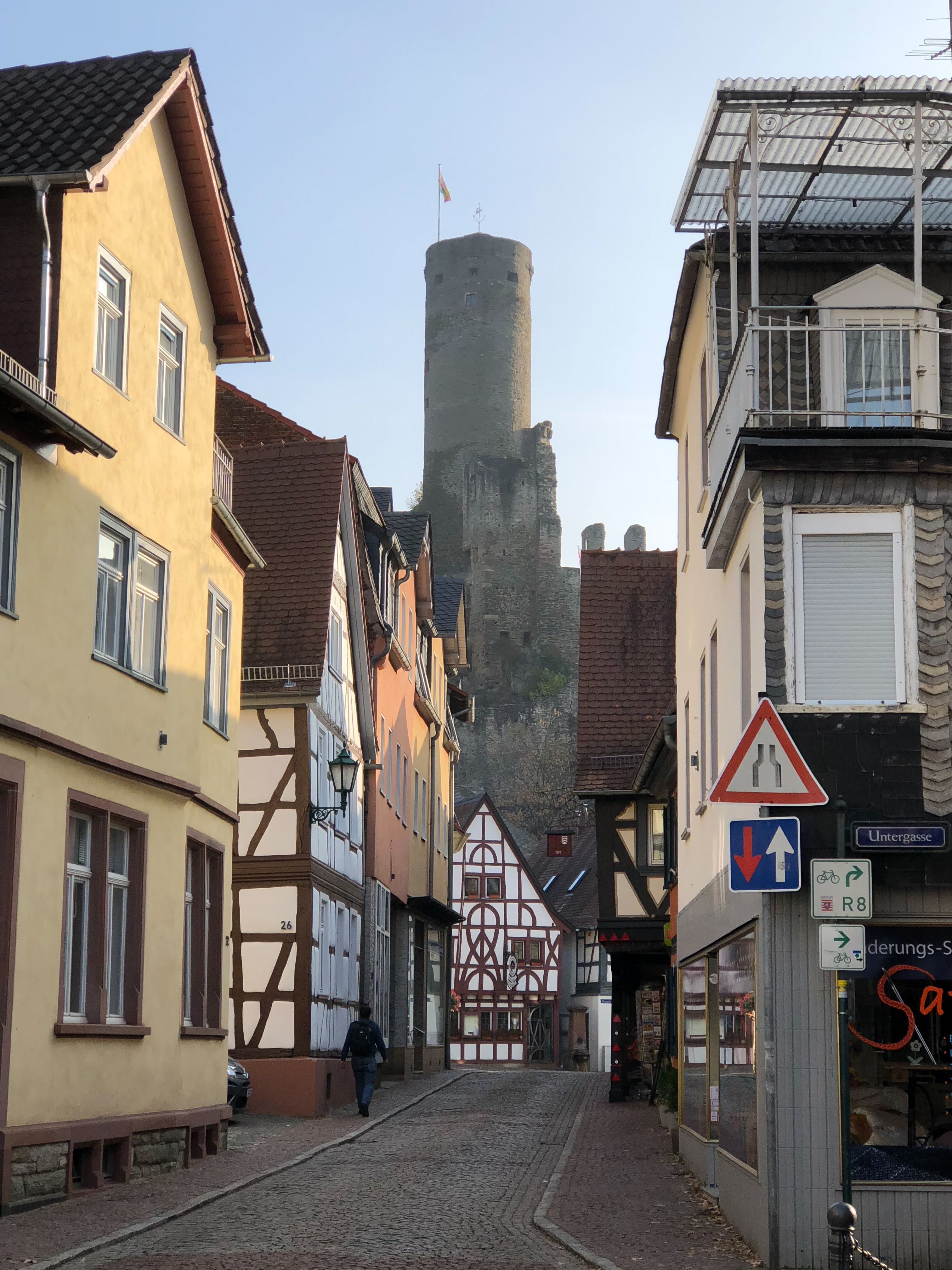
Eppstein Burgstraße mit Ruine Eppstein.
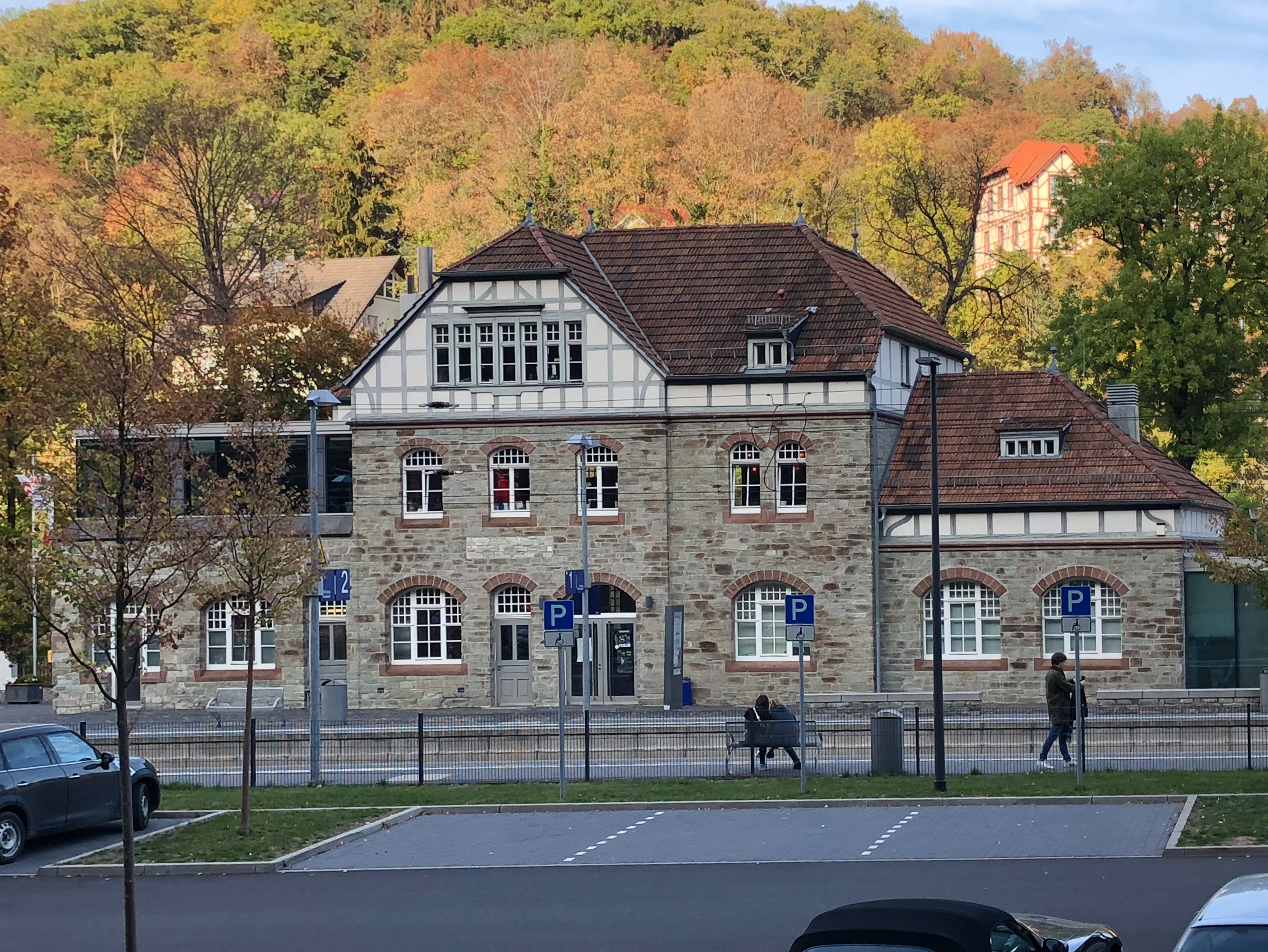
Stadt Eppstein Bahnhof Empfangsgebäude.
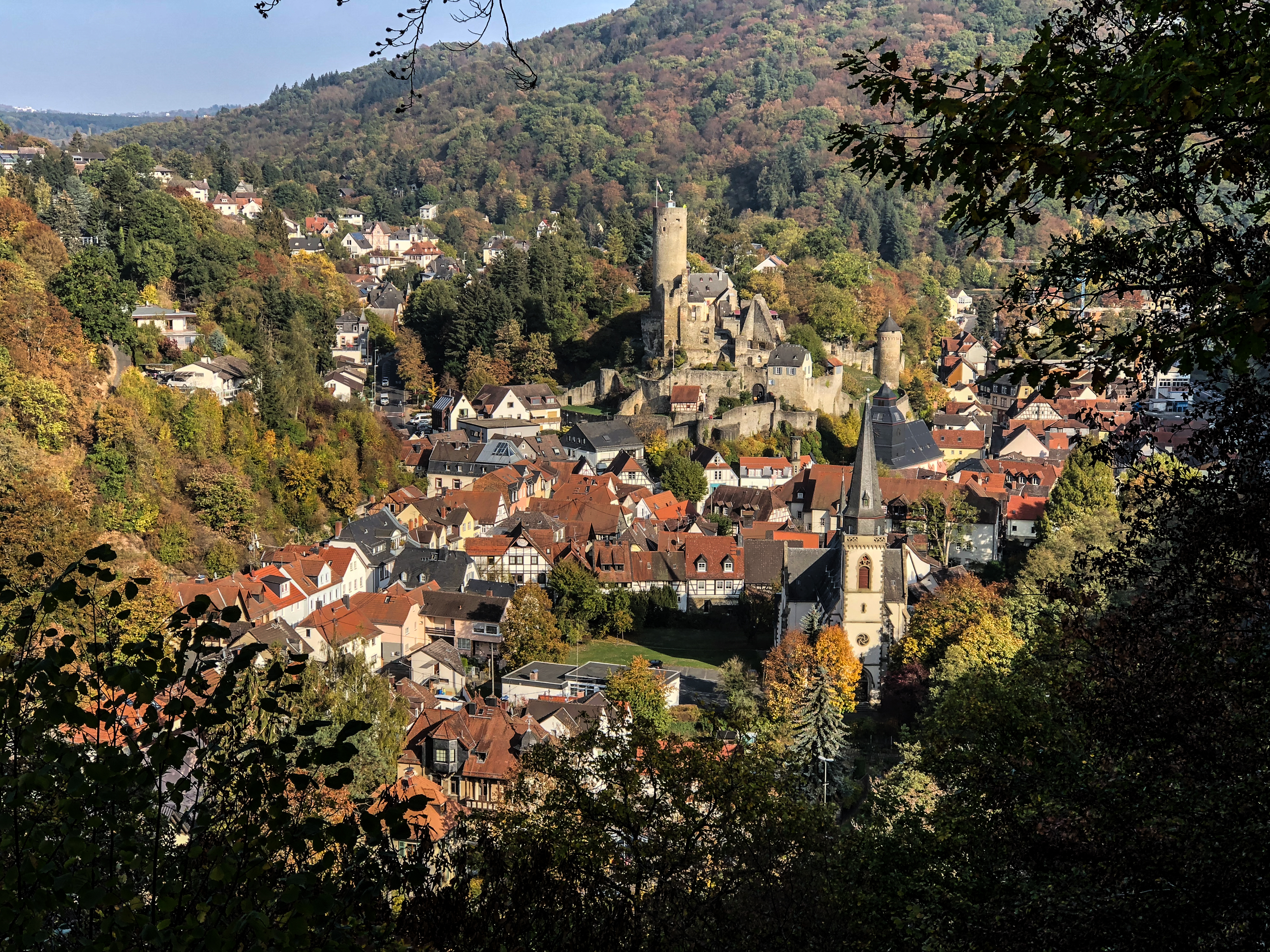
Alt-Eppstein Gesamtansicht vom Bergpark Villa Anna aus.
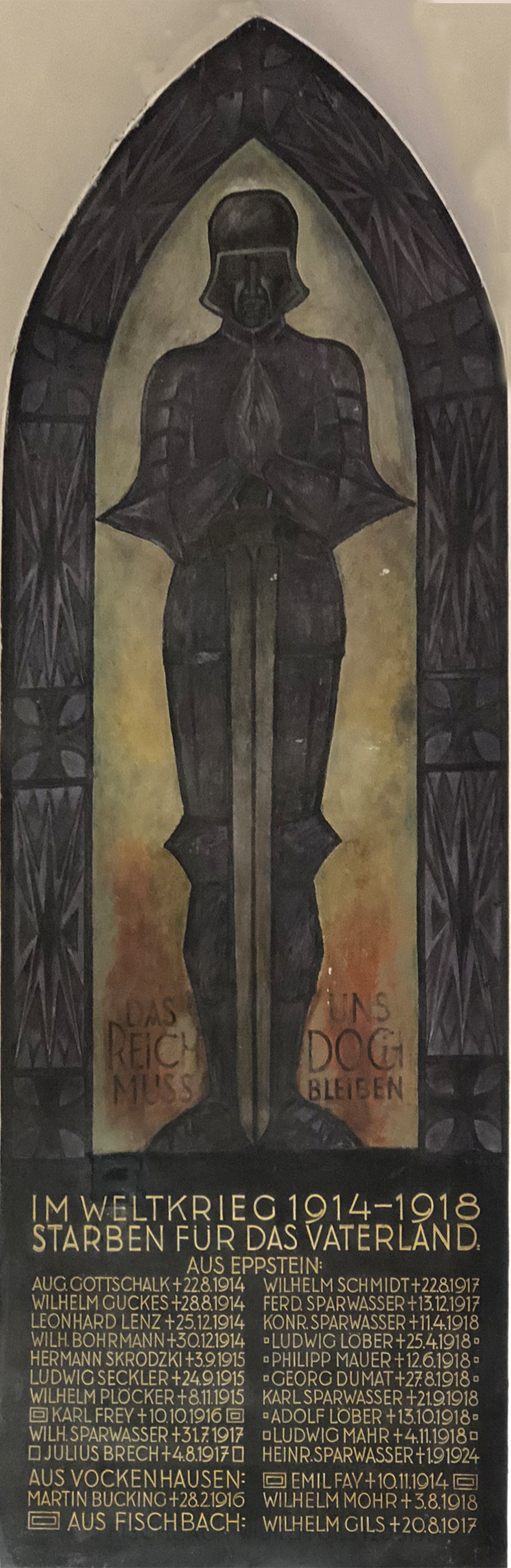
Eppstein Talkirche Betender Soldat von Lina von Schauroth zur Erinnerung an die Opfer des Ersten Weltkriegs.

### Alter Friedhof

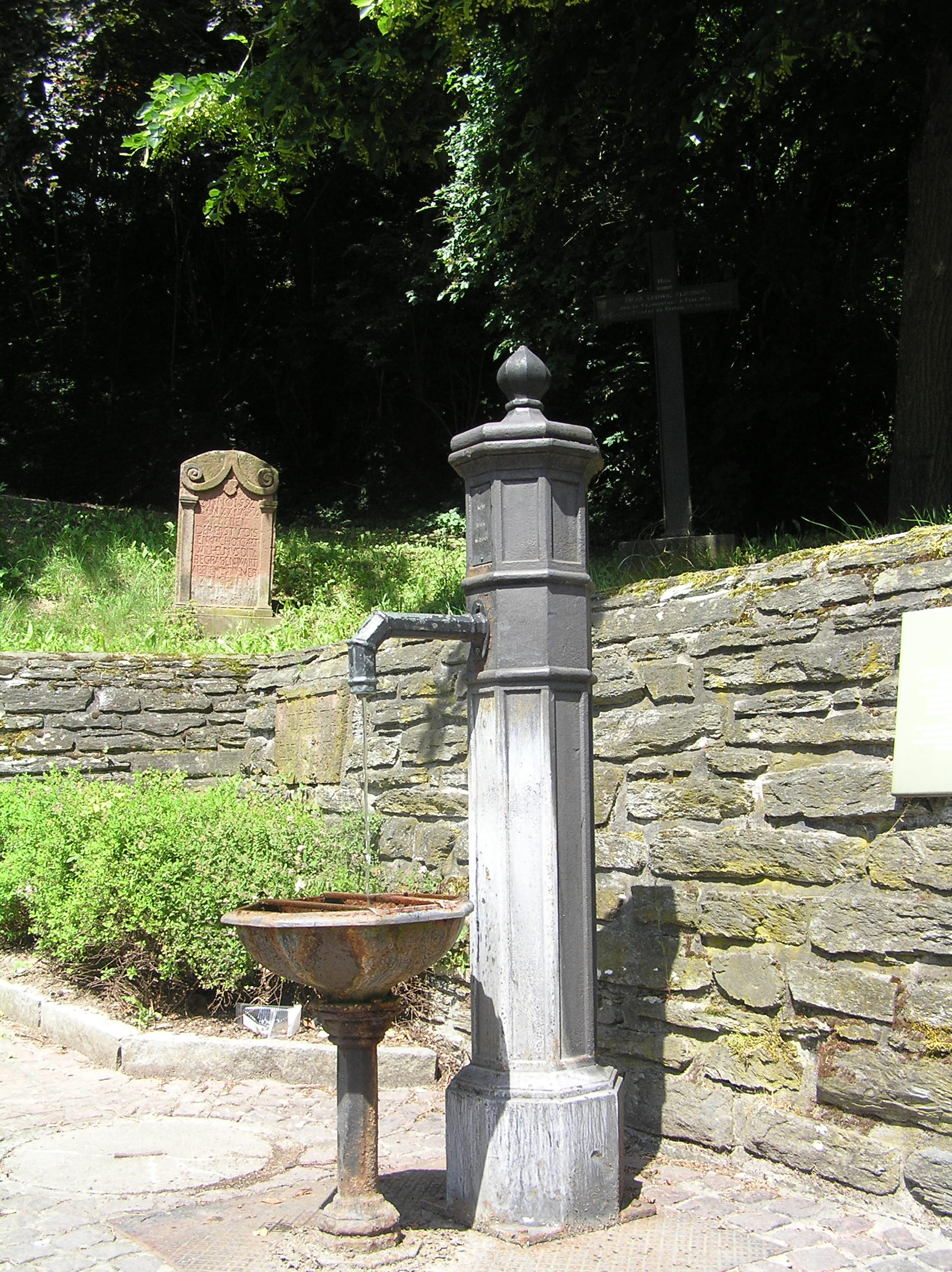
Alter Friedhof

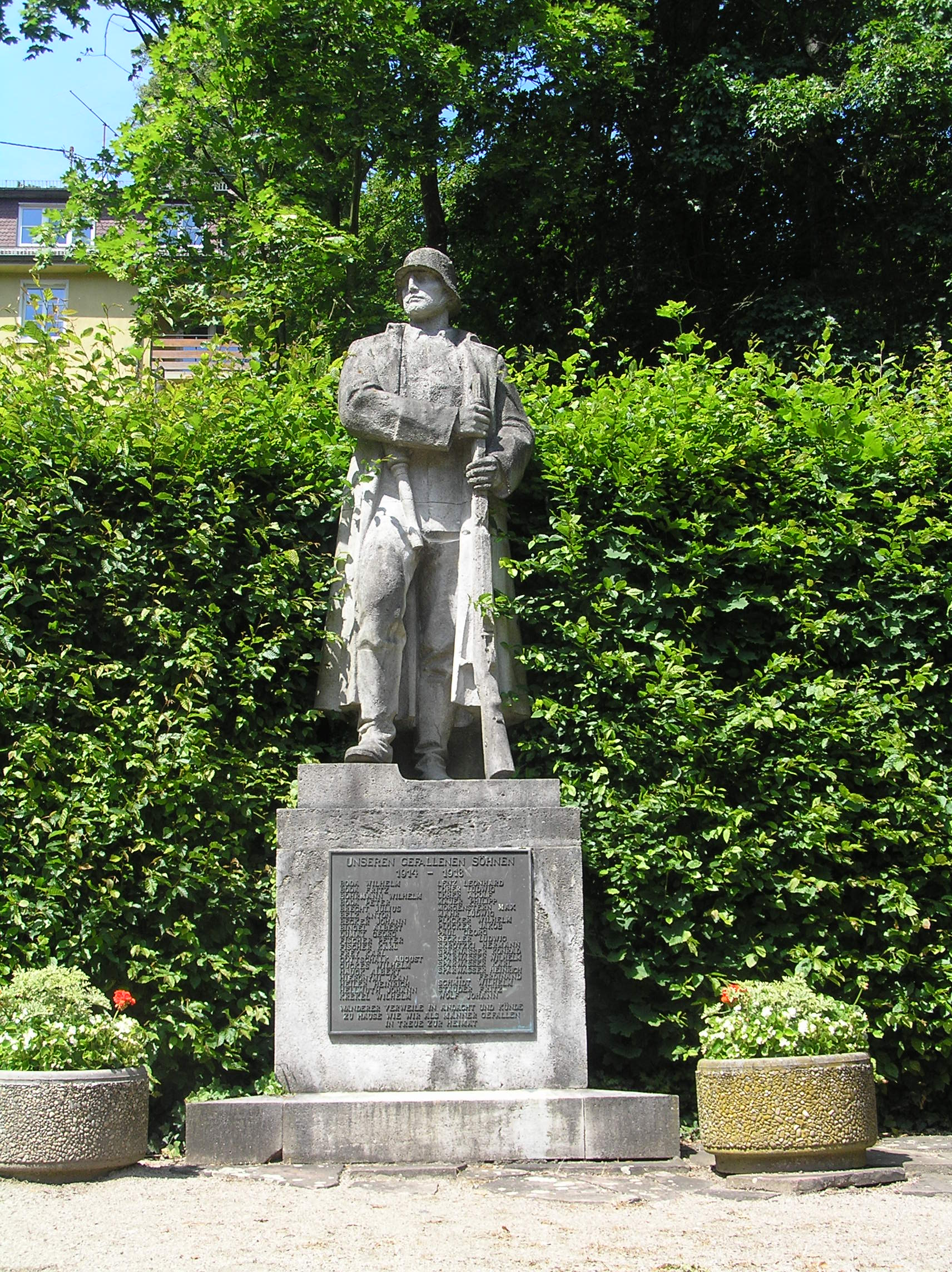
Kriegerdenkmal

Der Alte Friedhof, ursprünglich außerhalb der Stadt gelegen, ist heute eine kleine Grünanlage, die einige historische Grabsteine aufweist. Weiterhin ist das Kriegerdenkmal für die Gefallenen im Ersten Weltkrieg in die Anlage integriert. Der Friedhof wurde 1591 bis 1891 als Friedhof genutzt. Die heutige Gestaltung stammt aus dem Jahr 1985. Das älteste Kreuz datiert aus dem Jahr 1591/92. Das vordere Kreuz soll ein Sühnekreuz für eine überstandene Pest 1635 darstellen. Jedoch wird heute davon ausgegangen, dass es älter ist als der Friedhof und anlässlich eines Totschlags gestiftet wurde. Im Vordergrund der Anlage befindet sich ein eiserner Brunnen. Auf dem Friedhof erinnert ein Kreuz an das Grab von Pfarrer Jacob Ludwig Fliedner (1764–1813), Vater von Georg Heinrich Theodor Fliedner.

## Wirtschaft und Infrastruktur

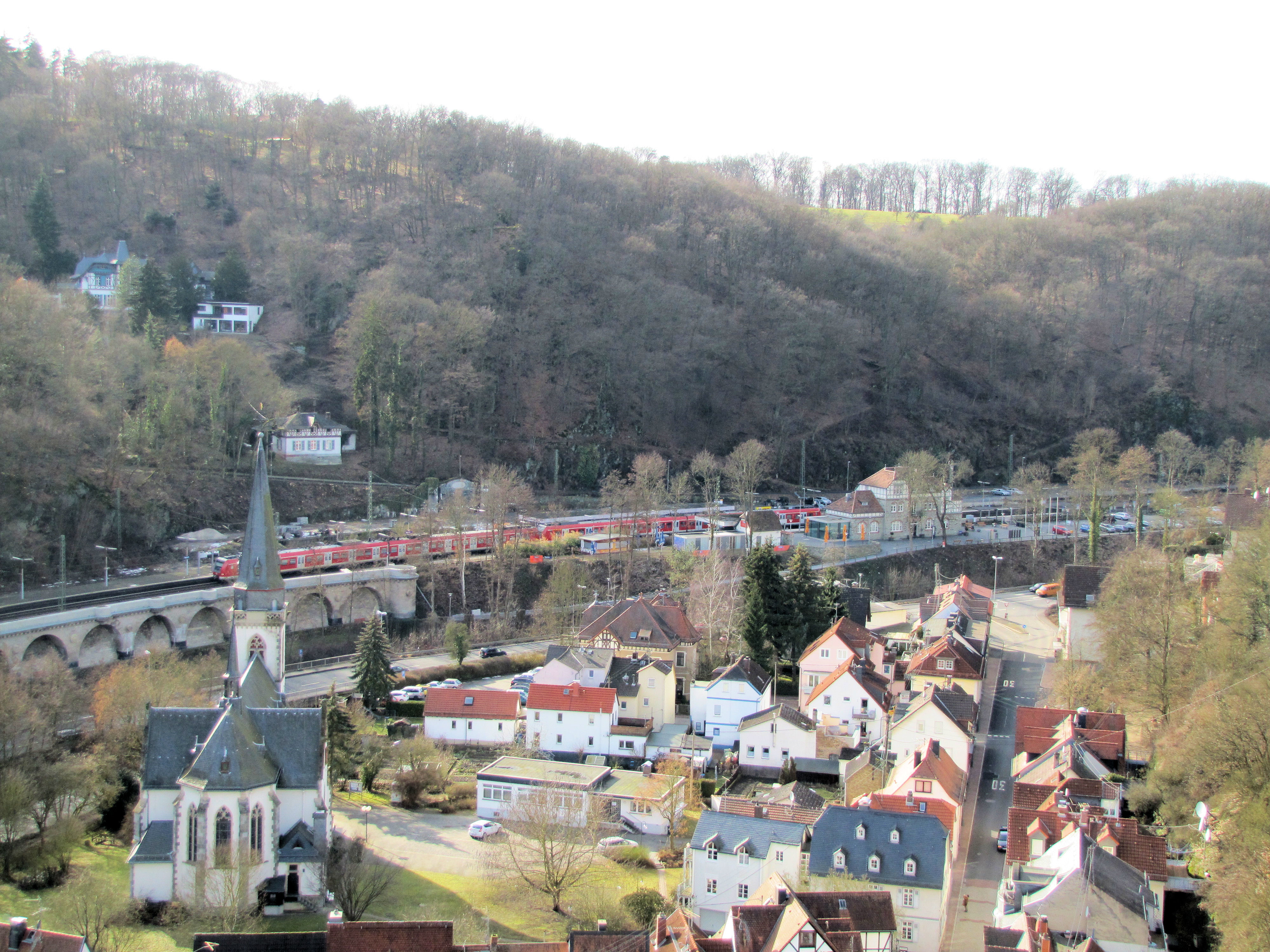
Triebzug der Baureihe 423 als S-Bahn der Linie S 2 im Bahnhof Eppstein, links darüber der Bergpark Villa Anna

### Bildung

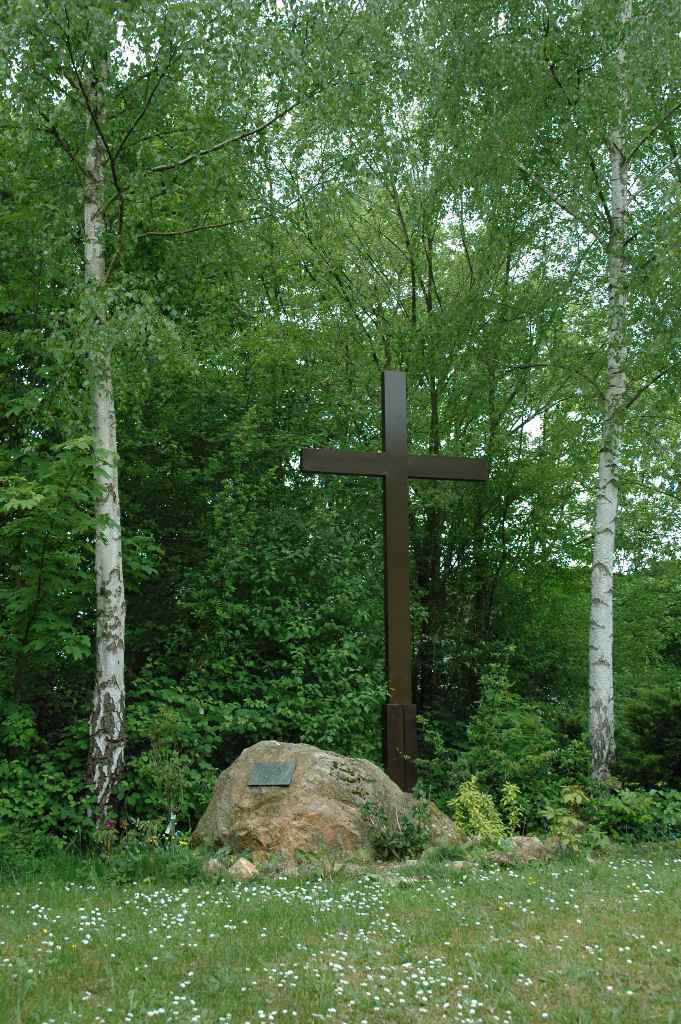
Gedenkkreuz

In Eppstein gibt es zwei Grundschulen und eine Gesamtschule. Außerdem sind hier die Sparkassenakademie Hessen-Thüringen und die Berufsgenossenschaftliche Bildungsstätte Eppstein ansässig. Des Weiteren bieten die Musikschule Eppstein-Rossert und der Musikverein Eppstein e. V. musikalische Schulung an diversen Instrumenten.

#### Grundschulen
In Eppstein-Vockenhausen, auf dem Schul- und Sportzentrum am Bienroth liegt die Burg-Schule. 342 Schüler, verteilt auf 16 Klassen der Jahrgangsstufen 1 bis 4, besuchen die Burg-Schule. (Stand Schuljahr 2023/2024). Eine weitere Grundschule, die Comenius-Schule, liegt am Ortsausgang des Stadtteils Bremthal in Richtung Niederjosbach.

#### Freiherr-vom-Stein-Schule
Auf dem Sport- und Schulzentrum am Bienroth befindet sich die Freiherr-vom-Stein-Schule. 730 Schüler, verteilt auf Gymnasium, Realschule und Hauptschule, besuchen die Gesamtschule in sechs Jahrgangsstufen – von der fünften bis zur zehnten Klasse. Besonderheit der Schule sind die jährlich stattfindenden Schüleraustausche mit der Partnerstadt Kenilworth (England) und einer Schule in Tours (Frankreich). Alle zwei Jahre veranstaltet die Schule außerdem einen Austausch mit dem Bornova Anadolu Lisesi in Izmir (Türkei).
Auf die Schule wurde am 3. Juni 1983 ein Anschlag verübt. Ein Frankfurter Wachmann drang in einem Amoklauf bewaffnet in die Schule ein, verletzte vierzehn Personen schwer und tötete fünf weitere. Im Anschluss daran beging der Täter Suizid. Ein Gedenkkreuz auf dem Gelände der Schule erinnert an die Tat.

### Verkehr

#### Öffentlicher Personennahverkehr
Der Bahnhof Eppstein liegt an der Main-Lahn-Bahn. Hier besteht Anschluss an die S-Bahnen der Linie S2 nach Dietzenbach über Frankfurt oder nach Niedernhausen. Darüber hinaus verkehren Omnibusse der RMV-Linien 263, 805, 815 und 816.

#### Individualverkehr
Am westlichen Rand der Ortsgemarkung befindet sich die Anschlussstelle Wiesbaden / Niedernhausen der A 3. Von hier führt die B 455 vorbei an Bremthal, durch den Ortskern hindurch, und von dort weiter gen Kelkheim und Königstein. In Nord-Süd-Richtung durchquert die Landstraße L 3011, von Esch und Heftrich kommend, Ehlhalten, Vockenhausen sowie den Ortskern, von wo sie weiterführt nach Lorsbach.
Der Flughafen Frankfurt Main ist ca. 20 km vom Stadtzentrum Eppsteins entfernt.

### Medizinische Versorgung
In Eppstein existiert eine therapeutische Einrichtung für Drogen- und mehrfachabhängige Frauen und Männer. Über ein eigenes Krankenhaus verfügt Eppstein nicht mehr; bis zum 20. März 1970 gab es ein Kreiskrankenhaus mit zuletzt etwa 250 Betten. Die medizinische Versorgung wird durch die Kliniken des Main-Taunus-Kreises in Bad Soden und Hofheim gesichert. Darüber hinaus gibt es niedergelassene Ärzte fast aller Fachrichtungen.

### Unternehmen
Einer der größten Arbeitgeber der Stadt ist die Firma A. M. Ramp & Co. GmbH, RUCO Druckfarben. Gegründet bereits 1857, ist das Unternehmen heute ein weltweit operierender Hersteller von Spezialdruckfarben für die Kunststoff-, Druck- und Papierindustrie.

### Stanniolfabrik

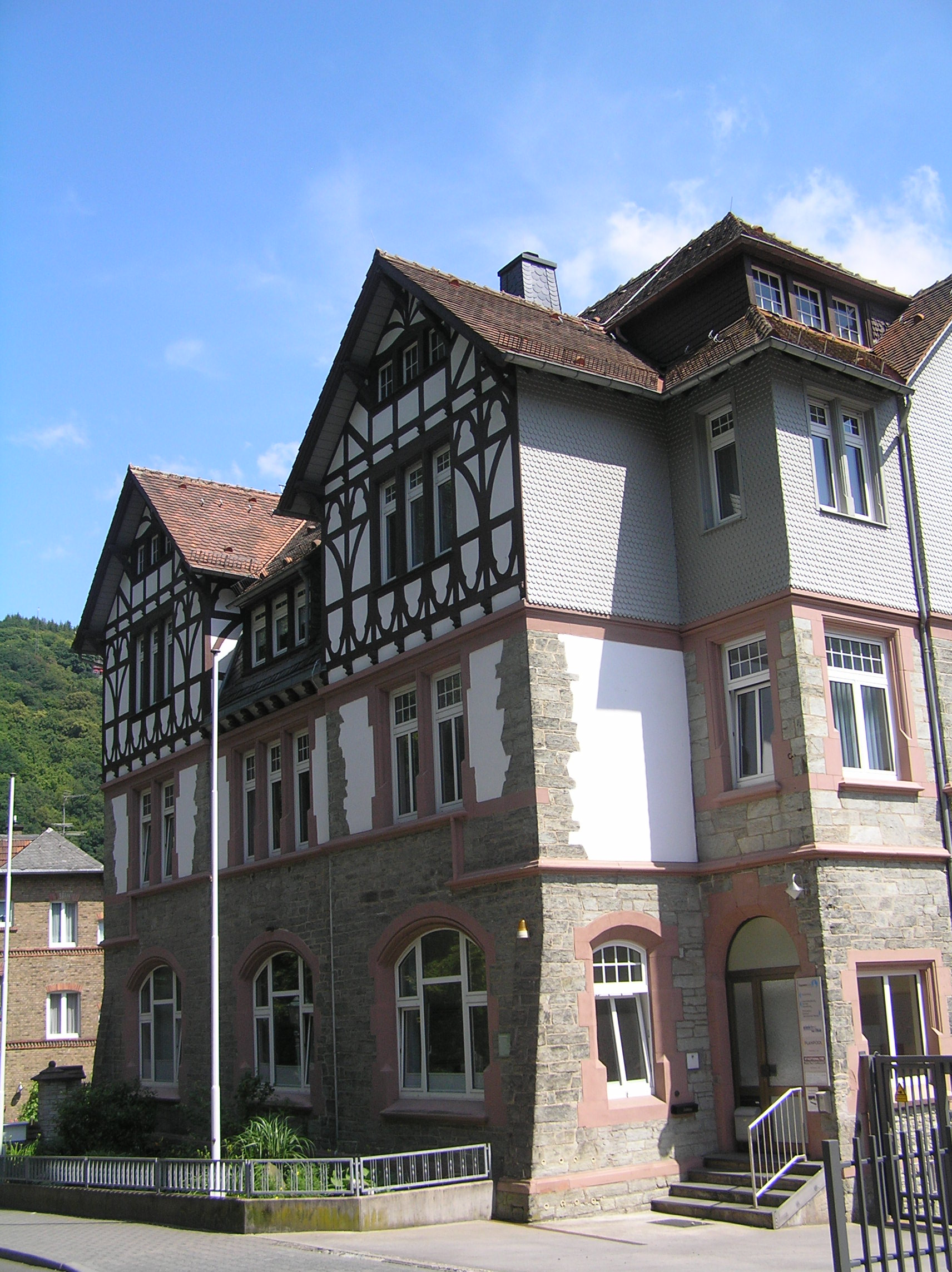
Kontorgebäude der Stanniolfabrik

Eppstein ist eine der wenigen Städte, in denen Stanniol hergestellt wird. Die Stanniolfabrik Eppstein GmbH & Co KG firmiert seit 2008 nach einem Management-Buy-out als EppsteinFOILS GmbH & Co. KG. Sie befindet sich im Ortsteil Eppstein unterhalb der Burg.
Bis 2013 wurde Lametta aus Stanniol hergestellt. Neben Stanniol produziert das Unternehmen auch andere NE-Metallfolien für hochspezialisierte Anwendungen in aller Welt. Unter anderem lieferte das Unternehmen Bleifolie, die in der US-Sendung Mythbusters verwendet wurde, um einen flugfähigen Ballon komplett aus Blei herzustellen.
Das Unternehmen wurde 1852 als Bleifolienzieherei von Conrad Sachs gegründet und hatte seinen Sitz ursprünglich in der Hintergasse. 1870 wurde der heutige Standort bezogen. Hier befand sich seit 1482 die Bannmühle der Eppsteiner Grafen. Das Kontorgebäude wurde 1904 vom Architekten Carl Wilhelm Plöcker erbaut.

## Persönlichkeiten

### Söhne und Töchter der Stadt
- Johann Kitzel (1574–1627), Mathematiker und Rechtswissenschaftler
- Johann Adam Freiherr von Ickstatt (1702–1776), Direktor der Universität Ingolstadt, Gründer des bayerischen Realschulwesens, geboren im heutigen Ortsteil Vockenhausen
- Theodor Fliedner (1800–1864), Pfarrer und Erneuerer des apostolischen Diakonissenamtes
- Robert Michel (1897–1983), Typograf, Grafiker, Werbegrafiker und Architekt
- Alfred Bickel (1918–1999), Schweizer Fußballspieler und -trainer, geboren in Vockenhausen
- Hermann Schmitt-Vockenhausen (1923–1979), deutscher Politiker (SPD), MdB, Bundestagsvizepräsident, geboren in Vockenhausen
- Emmy Meixner-Wülker (1927–2008), Gründerin und langjährige Vorsitzende des Selbsthilfevereins Angehörige um Suizid (AGUS)
- Alois Ickstadt (* 1930), Pianist, Dirigent, Chorleiter, Lehrer, Hochschuldozent und Komponist, geboren im heutigen Ortsteil Niederjosbach
- Werner Thal (* 1948), Drehbuchautor
- Lothar Krell (* 1955), Keyboarder, Komponist und Musikproduzent
- Klaus Sparwasser (* 1958), Biologe und Dokumentarfilmer
- Christine Aschenberg-Dugnus (* 1959), Politikerin (FDP), MdB
- Martin Müller (* 1969), Wirtschaftswissenschaftler

### Bekannte Bewohner
- Felix Mendelssohn Bartholdy (1809–1847), Musiker
- Alfred de Neufville (1856–1900), Bankier
- Wilhelm Reuter (1888–1948), Pfarrer und Mundartdichter
- Robert Michel (1897–1983), Typograf, Grafiker und Testpilot
- Ella Bergmann-Michel (1895–1971), Malerin, Fotografin und Dokumentarfilmerin
- Gerhard Schedl (1957–2000), Komponist, Gitarrist und Violinist
- Frank Stieler (* 1958), deutscher Manager
- Andreas Paulus (* 1968), Völkerrechtler und Richter des Bundesverfassungsgerichts.
- Christian Heinz (* 1976), Mitglied des Hessischen Landtags